# Размерность Минковского
Размерность Минковского или грубая размерность ограниченного множества в метрическом пространстве равна
{\displaystyle \lim \limits _{\varepsilon \to 0}{\frac {\ln(N_{\varepsilon })}{-\ln(\varepsilon )}}},
где {\displaystyle N_{\varepsilon }} — минимальное число множеств диаметра {\displaystyle \varepsilon }, которыми можно покрыть наше множество.
Если предел не существует, то можно рассматривать верхний и нижний предел и говорить соответственно о верхней и нижней размерности Минковского.
Близким к размерности Минковского понятием является размерность Хаусдорфа. Во многих случаях эти размерности совпадают, хотя существуют множества, для которых они различны.

## Примеры
- размерность конечного множества равна нулю, так как для него {\displaystyle \rho (n)} не превосходит количества элементов в нём.
- размерность отрезка равна 1, так как необходимо {\displaystyle \lceil a/\epsilon \rceil } отрезков длины {\displaystyle \epsilon }, чтобы покрыть отрезок длины {\displaystyle a}. Таким образом,
{\displaystyle \lim \limits _{\epsilon \to 0}{\frac {\ln(N_{\epsilon })}{-\ln(\epsilon )}}=\lim \limits _{\epsilon \to 0}{\frac {\ln a-\ln \epsilon }{-\ln \epsilon }}=1},
- размерность квадрата равна 2, так как число квадратиков с диагональю {\displaystyle 1/n}, необходимых, чтобы покрыть квадрат со стороной {\displaystyle a}, ведет себя примерно как {\displaystyle a^{2}n^{2}}.
- размерность фрактального множества может быть дробным числом. Так, размерность кривой Коха равна {\displaystyle \ln 4/\ln 3}.

Неформальное рассуждение, показывающее это, таково. Отрезок можно разбить на 2 части, подобные исходному отрезку с коэффициентом 1/2. Чтобы покрыть отрезок множествами диаметра {\displaystyle 1/n}, нужно покрыть каждую из половин такими множествами. Но для половины их нужно столько же, сколько для всего отрезка множеств диаметра {\displaystyle 2/n}. Поэтому для отрезка имеем {\displaystyle \rho (n)\approx 2\rho (n/2)}. То есть, при увеличении {\displaystyle n} в два раза {\displaystyle \rho (n)} увеличивается тоже в два раза. Иными словами, {\displaystyle \rho (n)} — линейная функция.
Для квадрата аналогичное рассуждение дает {\displaystyle \rho (n)\approx 4\rho (n/2)}. То есть, при увеличении {\displaystyle n} в два раза {\displaystyle \rho (n)} увеличивается в 4 раза. Иными словами, {\displaystyle \rho (n)} — квадратичная функция.
Наконец, кривая Коха состоит из 4 частей, каждая из которых подобна исходной кривой с коэффициентом 1/3. Поэтому для неё {\displaystyle \rho (n)\approx 4\rho (n/3)}. Подставляя {\displaystyle n=3^{k}}, получаем {\displaystyle \rho (3^{k})\approx 4\rho (3^{k-1})\approx 4^{2}\rho (3^{k-2})\approx \dots \approx 4^{k}\rho (1)=4^{\log _{3}n}\rho (1)=n^{\ln 4/\ln 3}\rho (1)}. Отсюда следует, что размерность равна {\displaystyle \ln 4/\ln 3}.
Формально: пусть n - шаг фрактала, на n-ом шаге у нас будет {\displaystyle 4^{n}} равных отрезков, длиной {\displaystyle 3^{-n}}. Возьмём за ε отрезок длиной {\displaystyle 3^{-n}}, тогда чтобы покрыть всю кривую Коха, нам понадобится {\displaystyle 4^{n}} отрезков. Для того, чтобы выполнялось условие ε→0, устремим n→{\displaystyle \infty }. Получим
```
  

  

    

      

        

          
lim

          

            
ϵ

            
→

            
0

          

        

        

          

            

              
ln

              
⁡

              
(

              

                
N

                

                  
ϵ

                

              

              
)

            

            

              
−

              
ln

              
⁡

              
(

              
ϵ

              
)

            

          

        

        
=

        

          
lim

          

            
n

            
→

            
∞

          

        

        

          

            

              
ln

              
⁡

              
(

              

                
4

                

                  
n

                

              

              
)

            

            

              
−

              
ln

              
⁡

              
(

              

                
3

                

                  
−

                  
n

                

              

              
)

            

          

        

        
=

        

          

            

              
ln

              
⁡

              
4

            

            

              
ln

              
⁡

              
3

            

          

        

      

    

    
{\displaystyle \lim \limits _{\epsilon \to 0}{\frac {\ln(N_{\epsilon })}{-\ln(\epsilon )}}=\lim \limits _{n\to \infty }{\frac {\ln(4^{n})}{-\ln(3^{-n})}}={\frac {\ln 4}{\ln 3}}}

  

```

- размерность Минковского множества {\displaystyle \{0,1,{\frac {1}{2}},{\frac {1}{3}},{\frac {1}{4}},\dots \}} равна 1/2.

## Свойства
- Размерность Минковского конечного объединения множеств равна максимуму из их размерностей. В отличие от размерности Хаусдорфа, это неверно для счётного объединения. Например, множество рациональных чисел между 0 и 1 имеет размерность Минковского 1, хотя является счётным объединением одноэлементных множеств (размерность каждого из которых равна 0). Пример замкнутого счётного множества с ненулевой размерностью Минковского приведён выше.
- Нижняя размерность Минковского любого множества больше либо равна его размерности Хаусдорфа.
- Размерность Минковского любого множества равна размерности Минковского его замыкания. Поэтому имеет смысл говорить лишь о размерностях Минковского замкнутых множеств.